# Tom Vandenberghe
Tom Vandenberghe (17 augustus 1992) is een Belgisch professioneel voetballer die sinds 2023 uitkomt als doelman voor de West-Vlaamse eersteklasser KV Kortrijk.

## Clubcarrière

### KMSK Deinze
Vanaf de zomer van 2015 speelde Vandenberghe voor het Oost-Vlaamse KMSK Deinze in Eerste klasse B nadat hij transfervrij overkwam van Sparta Petegem. Met die club had hij het seizoen ervoor promotie naar de derde klasse afgedwongen. Op 24 oktober 2015 maakte hij bij Deinze zijn debuut tegen Royal Antwerp FC. Die match eindigde op 1-1.. In 2019 werd het contract van de keeper bij Deinze met drie jaar verlengd.

### KV Kortrijk
Op 9 februari 2022 maakte KV Kortrijk bekend dat Tom Vandenberghe vanaf het seizoen 2022/23 zal uitkomen voor "de kerels". Hij tekende er een contract voor drie seizoenen nadat zijn contract bij Deinze afliep. In augustus werd het verlengd tot 2026.
Op 2 december 2023 maakte hij een doelpunt op een hoekschop in de laatste minuten van de wedstrijd op en tegen KAS Eupen met een gelijkspel (1-1) als eindresultaat waardoor Kortrijk op de valreep nog een punt wist binnen te halen.

## Clubstatistieken
| Seizoen | Club        | Land            | Competitie             | Competitie | Competitie | Beker | Beker | Europees | Europees | Totaal | Totaal |
| Seizoen | Club        | Land            | Competitie             | Wed.       | Dlp.       | Wed.  | Dlp.  | Wed.     | Dlp.     | Wed.   | Dlp.   |
| ------- | ----------- | --------------- | ---------------------- | ---------- | ---------- | ----- | ----- | -------- | -------- | ------ | ------ |
| 2015/16 | KMSK Deinze | Vlag van België | Tweede klasse          | 17         | 0          | 0     | 0     | —        | —        | 17     | 0      |
| 2016/17 | KMSK Deinze | Vlag van België | Eerste klasse amateurs | 30         | 0          | 1     | 0     | —        | —        | 31     | 0      |
| 2017/18 | KMSK Deinze | Vlag van België | Eerste klasse amateurs | 34         | 0          | 0     | 0     | —        | —        | 34     | 0      |
| 2018/19 | KMSK Deinze | Vlag van België | Eerste klasse amateurs | 34         | 0          | 3     | 0     | —        | —        | 37     | 0      |
| 2019/20 | KMSK Deinze | Vlag van België | Eerste klasse amateurs | 24         | 0          | 0     | 0     | —        | —        | 24     | 0      |
| 2020/21 | KMSK Deinze | Vlag van België | Eerste klasse B        | 10         | 0          | 1     | 0     | —        | —        | 11     | 0      |
| 2021/22 | KMSK Deinze | Vlag van België | Eerste klasse B        | 22         | 0          | 1     | 0     | —        | —        | 23     | 0      |
| 2022/23 | KV Kortrijk | Vlag van België | Eerste klasse A        | 17         | 0          | 3     | 0     | —        | —        | 20     | 0      |
| 2023/24 | KV Kortrijk | Vlag van België | Eerste klasse A        | 16         | 1          | 1     | 0     | —        | —        | 17     | 1      |
| Totaal  | Totaal      | Totaal          | Totaal                 | 204        | 1          | 10    | 0     | 0        | 0        | 214    | 1      |